# Besplatna radnja
Besplatna radnja (engl. free shop ili give away shop) je mesto poklanjanja i razmene starih stvari. Funkcioniše tako što ljudi koji imaju viška starih stvari donose stvari u besplatnu radnju umesto da ih bace u kontejner. Način na koji besplatna radnja “posluje” je suprotan novčanoj ekonomiji, jer je u njoj novac bezvredan a sve u radnji je besplatno. Radnja, teoretski, može postojati sve dok jedni u nju donose stvari koje će se poklanjati, a drugi dolaze da ih uzmu. 
Ideja o besplatnim radnjama se rodila u zemljama severne Evrope (Holandija, Nemačka) krajem 1990-ih, kada u mnogim zemljama dolazi do smanjenja količine novca koji država izdvaja za najugroženije slojeve stanovništva. Pokretači besplatne radnje dolaze do zaključka da, iako se zemlja ekonomski razvija, raste i broj ljudi koji ne uspevavaju da zadovolje svoje najosnovnije potrebe. Njihova ideja vodilja je bila “da svog suseda ne gledaju kao konkurenta, već da pokušaju da pronađu načine komuniciranja u društvu koji se ne zasnivaju na profitu.” Besplatne radnje najčešće funkcionišu u okviru skvotova, jer ne donose profit i vode ih volonteri tako da ne mogu plaćati zakup poslovnog prostora. 
Prva besplatna radnja, “Weggeefwinkel” je otvorena u Lajdenu, u Holandiji od anarhističkog EuroDusnie kolektiva pod sloganom: "Sreća nije na prodaju". Namera im je bila suprotstaviti se dominaciji novčane ekonomije na lokalnom, gradskom nivou. Njihova višegodišnja iskustva pokazuju da ljudi u Holandiji više donose stvari nego što ih uzimaju, tako da nastaju problemi sa skladištenjem. Tu se može naći sve, od “igle do lokomotive”, od ispravne tehnike, gramofona, knjiga, polovnih računara, do obuće, odeće, nameštaja itd. 
Slogan pokreta besplatnih radnji je vremenom postao: "Ima dovoljno za svačije potrebe, ali ne i za svačiju pohlepu", što su izvorno reči Mahatme Gandija. 
U Beogradu je postojala besplatna radnja koju su vodili Stani pani kolektiv i koja se nalazila u prostorijama nekadašnjeg beogradskog skvota KUDRUC. 
Širom sveta, uključujući i Srbiju, se svake godine održava Dan bez kupovine, gde se na glavnom gradskom trgu organizuje akcija poklanjanja i razmene starih stvari. 
Još jedna inicijativa bliska pokretu besplatnih radnji je Frisajkl mreža (eng. Freecycle - igra reči besplatno i reciklaža), koja je nastala u Arizoni sa svrhom da poveže one koji imaju viška stvari koje im ne trebaju i one kojima trebaju neke stvari. Dogovaraju se uglavnom preko mejling listi a lokalna frisajkl mreža postoji i kod nas.

## Spoljašnje veze
- (језик: немачки) Spisak besplatnih radnji u Nemačkoj
- (језик: енглески) Spisak besplatnih radnji u Holandiji
- (језик: енглески) Globalni projekat besplatne ekonomije
- (језик: српски) Stani pani kolektiv iz Beograda
- (језик: енглески) Freecycle mreža